# Segunda Batalha de San Juan
A Segunda Batalha de San Juan ocorreu em 22 de junho de 1898, quando dois navios espanhóis tentaram romper o bloqueio americano em San Juan.

## Antecedentes
San Juan estava sob bloqueio por forças americanas desde abril de 1898. A maior parte do tempo, o bloqueio consistia em um único cruzador auxiliar que vigiava os espanhóis que tentavam alcançar San Juan. Em junho, a missão de bloqueio a San Juan foi delegada ao cruzador auxiliar USS Saint Paul, um ex-transatlântico comandado pelo capitão Charles Sigsbee que antes comandava o USS Maine. O destroyer espanhol Terror, originalmente parte da esquadra do almirante Cervera, teve problemas mecânicos e abandonou a principal frota espanhola, eventualmente, tentou chegar a San Juan. Com o Terror e vários outros navios de guerra à sua disposição, os espanhóis decidiram fazer uma tentativa de romper o bloqueio. Terror e o velho cruzador Isabel II partiram de San Juan para se envolver com o St. Paul, enquanto uma multidão de moradores curiosos no porto torcia.

## Batalha
Assim que os navios espanhóis encontraram o navio americano, eles perceberam que Isabel II teria que se retirar, como ela era muito mais lenta que o navio americano. O Terror tentou cobrir a fuga do cruzador com um ataque de torpedos, mas foi frustrado quando o fogo de St. Paul pôs o leme do Terror fora de ação. O navio, em seguida, virou-se, o que permitiu para St. Paul marcar ataques diretos perto da linha de água do Terror. Esses ataques desabilitaram um dos motores do Terror, que em seguida fugiu do ataque se encalhou em um banco nas proximidades para evitar que afundasse.

## Consequências
A manobra espanhola tinha falhado. Os americanos tinham infligido várias vítimas nos espanhóis, Terror foi colocado fora de ação para o resto da guerra, e manteve seu bloqueio. A pequena esquadra espanhola não tinha terminado e que, no entanto, mais uma manobra iria mais tarde ser tentada na guerra.